# Маркуш, Эржебет
Эржебет Маркуш Перестегине (венг. Márkus-Peresztegine Erzsébet; род. 23 августа 1969, Шопрон, Дьёр-Мошон-Шопрон) — венгерская тяжелоатлетка, выступающая в весовой категории до 69 килограммов. Серебряный призёр Олимпийских игр, бронзовый призёр чемпионата мира.

## Биография
Эржебет Маркуш родилась 23 августа 1969 года.

## Карьера
Эржебет Маркуш выступала на чемпионате мира 1998 года в Лахти в весовой категории до 69 килограммов. В рывке венгерская тяжелоатлетка подняла 102,5 килограмма, а затем толкнула штангу на 120 килограммов. Суммы в 222,5 килограмма ей не хватило для завоевания медали, и Маркуш осталась на четвёртом месте.
На чемпионате мира 1999 года в Афинах Маркуш вновь выступала в весовой категории до 69 килограммов. Она улучшила свой результат в рывке на 5 килограммов, подняв 107,5 кг. Во втором упражнении — толчке, Эржебет Маркуш подняла 125 килограммов, также улучшив на 5 килограмм прошлогодний результат. Сумма в 232,5 кг позволила венгерке принести своей стране бронзовую медаль.
Эржебет Маркуш вошла в состав сборной Венгрии на летние Олимпийские игры 2000 года в Сиднее. Венгерка снова улучшила на пять килограммов и рывок, и толчок, подняв 112,5 и 130 кг, соответственно. Суммы в 242,5 килограмма хватило, чтобы стать серебряным призёром Олимпийских игр в весовой категории до 69 кг вслед за китаянкой Линь Вэйнин.